# هاري مور
هاري مور (بالإنجليزية: Harry Moore)‏ (27 يونيو 1861 بنوتنغهام في المملكة المتحدة - 24 سبتمبر 1939) هو لاعب كرة قدم بريطاني (وحمل سابقاً جنسية المملكة المتحدة لبريطانيا العظمى وأيرلندا) في مركز الدفاع. شارك مع منتخب إنجلترا لكرة القدم. أما مع النوادي، فقد لعب مع نوتس كاونتي.

## وصلات خارجية
- هاري مور على موقع قاعدة بيانات كرة القدم.إي يو (الإنجليزية)
- هاري مور على موقع ناشيونال فوتبول تيمز (الإنجليزية)